# Jane Badler
Jane Badler (New York, 31 dicembre 1953) è un'attrice, modella e cantante statunitense.
È famosa soprattutto per aver interpretato il ruolo di Diana nella miniserie televisiva V-Visitors tra il 1983 e il 1985.

## Biografia

### Giovinezza
Jane Badler è nata il 31 dicembre 1953 a Brooklyn, New York. La sua famiglia è di religione ebraica. Badler ha trascorso la sua adolescenza a Great Neck, New York, trasferendosi a Manchester nel New Hampshire, quando era al liceo. Quando Jane Badler aveva 18 anni, suo padre e suo fratello rimasero uccisi in un incidente aereo.
Nel 1972 vinse il titolo di Miss New Hampshire e ha gareggiato al 1973 Miss America Pageant. Successivamente, si è iscritta alla Northwestern University a Evanston, nell'Illinois, per studiare recitazione.

### Carriera

#### Carriera come attrice
Jane Badler ha esordito come attrice nel ruolo di Melinda Cramer Janssen nella soap opera americana Una vita da vivere; ruolo che ha interpretato dal 1978 al 1981 e poi di nuovo nel 1983. Durante quel periodo, è apparsa anche in un episodio del 1979 della serie in prima serata Fantasilandia. Badler ha anche recitato nella soap opera The Doctors nel ruolo di Natalie Bell nel 1982.
Nel 1983 ottenne quello che è il suo ruolo più importante, quello della perfida Diana nella miniserie di fantascienza della NBC V. Ha ripreso il ruolo nella miniserie sequel V: The Final Battle (1984) e di nuovo nella serie televisiva Visitors, trasmessa per una stagione dal 1984 al 1985.
Nel 1985 ha recitato accanto a José Ferrer nel film televisivo Covenant. L'anno seguente entrò nel cast della soap opera della CBS Falcon Crest nel ruolo di Meredith Braxton che interpretò durante la stagione televisiva 1986–1987. Le sue altre apparizioni come guest star negli anni '80 includono Hotel, Riptide e La signora in giallo. Nel 1987 ha interpretato il ruolo di Tania Winthrop nella serie televisiva Il giustiziere della strada. Ha poi viaggiato in Australia per interpretare l'agente Shannon Reed nella serie Il ritorno di Missione Impossibile, revival degli anni '80 della celebre serie Missione impossibile. Dopo la cancellazione della serie, Jane Badler si trasferì definitivamente in Australia e sposò l'uomo d'affari Stephen Hains, dal quale ha avuto due figli. Successivamente è apparsa nella serie televisiva australiana Cluedo dal 1992 al 1993 e ha avuto un ruolo da guest star in La saga dei McGregor nel 1995.
Nel marzo 2010, Badler è stata scelta per interpretare la malvagia Diana Marshall nella soap opera australiana Neighbours.
Nel 2009 venne realizzata una serie televisiva remake di V e sebbene in questa versione non esistesse il personaggio di Diana, il produttore esecutivo della serie, Scott Peters, suggerì che la Badler e altre star della versione originale sarebbero potuti essere assunte come guest star per interpretare dei nuovi personaggi. Nell'agosto 2010 venne annunciato che Jane Badler sarebbe entrata a far parte del cast della serie nel ruolo del personaggio di Diana, la madre della malvagia leader dei Visitors Anna. Badler è apparsa in nove dei dieci episodi della seconda stagione della serie. Nel finale di stagione il suo personaggio è stato ucciso da Anna, e la ABC decise di non rinnovare la serie per una terza stagione.
Nel novembre 2020 la Badler ha interpretato Lauren Balmer in Surrogate, un film horror paranormale su Natalia Paxton, un'infermiera e madre single, che si ammala misteriosamente e lotta per salvare la sua famiglia dalla distruzione. Surrogate è poi stato diffuso in streaming nel 2022.

#### Carriera come attrice teatrale e cantante
Già cantante quando partecipò ai concorsi di Miss New Hampshire e Miss America, Jane Badler ha forgiato una carriera nel cabaret e sul palco nella produzione Magnormos di archy & mehitabel del 2005, basata sui libri di poesie di Don Marquis. È apparsa anche in Sextet, Big Hair in America, e con l'acclamato regista australiano Robert Chuter (che ha anche diretto due dei suoi spettacoli di cabaret nel 2000) è apparsa in The Singing Forest, Il grande Gatsby e nel suo spettacolo personale Shakin' the Blues Away in cui ha anche cantato. Altre produzioni in cui è apparsa per Magnormos includevano i musical Rebecca e OzMade Musicals.
Badler ha pubblicato il suo album di debutto, The Devil Has My Double, (sostenuto dalla band Sir di Melbourne) il 1º giugno 2008. Come parte della promozione dell'album, ha rilasciato un'ampia intervista sul suo lavoro al Boxcutters podcast.
Badler ha pubblicato il suo secondo album, Tears Again, nel 2011. Ha poi collaborato con i musicisti australiani Matt Doll e Byron St John per scrivere insieme il suo terzo album, Opus, che è stato pubblicato nel settembre 2014.

### Vita privata
Jane Badler ha sposato nel 1990 l'uomo d'affari australiano Stephen Hains. La coppia si è incontrata mentre l'attrice stava girando Il ritorno di Missione impossibile in Australia. L'attrice è rimasta in Australia e la coppia risiede tuttora a Melbourne. Hanno avuto due figli: Sam e Harry.
Il 7 gennaio 2020, Jane Badler ha annunciato che suo figlio ventisettenne, Harry Hains, è morto per overdose di fentanyl a seguito di una battaglia contro "malattie mentali, disturbi del sonno cronici e dipendenza".

## Filmografia

### Attrice

#### Cinema
- The First Time, regia di Charlie Loventhal (1983)
- Black Snow, regia di Frank Patterson (1989)
- Oro fino, regia di José Antonio de la Loma (1989)
- Pioggia di autunno (Lluvia de otoño), regia di José Ángel Rebolledo (1988)
- Il serpente d'oro (Mission Impossible: The Golden Serpent) (1989) Uscito in home video
- Facile da uccidere (Easy Kill), regia di Josh Spencer (1990)
- Under the Gun, regia di Matthew George (1995)
- Under a Red Moon, regia di Leigh Sheehan (2008)
- Needle, regia di John V. Soto (2010)
- Birthday Cake, regia di Chad Darnell (2013)
- Good Samaritan, regia di Jeffrey Reddick - cortometraggio (2014)
- Bitch, Popcorn & Blood, regia di Fabio Soares - cortometraggio (2014)
- De chica en chica, regia di Sonia Sebastián (2015)
- Double Trouble, regia di Nathan Hill - cortometraggio (2015)
- Virtual Revolution, regia di Guy-Roger Duvert (2016)
- Colourblind, regia di Nathan Hill (2019)
- Cult Girls, regia di Mark Bakaitis (2019)
- A Beautiful Request, regia di Robert Chuter (2021)
- Sapphire, regia di Leanne Hanley - cortometraggio (2021)
- The Free Fall, regia di Adam Stilwell (2021)
- Surrogate, regia di David Willing (2022)
- Trim Season, regia di Ariel Vida (2023)

#### Televisione
- Una vita da vivere (One Life to Live) – soap opera (1978-1981, 1983)
- Fantasilandia (Fantasy Island) – serie TV, 1 episodio (1979)
- Terror Among Us, regia di Paul Krasny – film TV (1981)
- The Doctors – serie TV, 5 episodi (1982)
- V - Visitors (V), regia di Kenneth Johnson – miniserie TV (1983)
- Mr. Smith – serie TV, 1 episodio (1983)
- V - Visitors (V: The Final Battle), regia di Richard T. Heffron – miniserie TV (1984)
- Brothers – serie TV, 1 episodio (1984)
- Visitors (V) – serie TV, 19 episodi (1984-1985)
- Covenant, regia di Walter Grauman – film TV (1985)
- Hotel (Hotel) – serie TV, 1 episodio (1985)
- Blacke's Magic – serie TV, 1 episodio (1986)
- Riptide – serie TV, 1 episodio (1986)
- The Penalty Phase, regia di Tony Richardson – film TV (1986)
- Falcon Crest – serie TV, 22 episodi (1986-1987)
- Jake & Jason detectives (Jake and the Fatman) – serie TV, 1 episodio (1987)
- Il giustiziere della strada (The Highwayman) – serie TV, 10 episodi (1987-1988)
- La signora in giallo (Murder, She Wrote) – serie TV, episodio 4x14 (1988)
- Il ritorno di Missione impossibile (Mission: Impossible) – serie TV, 24 episodi (1989-1990)
- Embassy – serie TV, 1 episodio (1992)
- Cluedo – serie TV, 21 episodi (1992)
- Sky Trackers – serie TV, 1 episodio (1994)
- La saga dei McGregor (Snowy River: The McGregor Saga) – serie TV, 2 episodi (1995)
- Le nuove avventure di Flipper (Flipper) – serie TV, 1 episodio (1997)
- Crash Zone – serie TV, 2 episodi (1999)
- Like Mother Like Son: The Strange Story of Sante and Kenny Kimes, regia di Arthur Allan Seidelman – film TV (2001)
- The Lost World – serie TV, 1 episodio (2002)
- Blue Heelers - Poliziotti con il cuore (Blue Heelers) – serie TV, 1 episodio (2002)
- Resistance – serie TV, 1 episodio (2008)
- Neighbours – serie TV, 25 episodi (2010)
- V – serie TV, 9 episodi (2011)
- Offspring – serie TV, 2 episodi (2011)
- The Dough, regia di Sionainne Costello e Matt Poidevin – miniserie TV (2015)
- Reef Break – serie TV, 2 episodi (2019)
- Smiling Friends – serie TV d'animazione, 1 episodio (2022)

#### Video musicale
- Jane Badler - Black Dove, regia di Mark Bakaitis (2019)

### Produttrice
- Daisy Winters, regia di Beth LaMure (2017)
- Lulu, regia di Diana Cignoni - cortometraggio (2018)
- Chase, regia di Michael Matteo Rossi (2019)

### Produttrice esecutiva
- A Haunting at Silver Falls 2, regia di Teo Konuralp (2019)
- Sapphire, regia di Leanne Hanley - cortometraggio (2021)

## Discografia

### Album
- 2008 -  The Devil Has My Double (Unstable Ape Records, CD) con i Sir
- 2011 -  Tears Again (Inertia Records, CD) con i Sir
- 2014 -  Opus (MeJane Music, CD)

### Singoli
- 2011 - Four Corners to My Bed (CD, mp3)
- 2011 - Men Who Lie (CD, mp3)
- 2011 - Snow Carnival Queen (CD, mp3)
- 2011 - I Want a lot of Boys to Cry at my Funeral (CD, mp3)

## Premi e riconoscimenti
- 1972 - Miss New Hampshire
- 1985 - Telegatto
  - Miglior attrice per Visitors
- 2016 - FilmQuest
  - Nomination Miglior attrice non protagonista per Virtual Revolution
- 2016 - First Glance Film Festival
  - Nomination Best Ensemble Cast per Virtual Revolution (con Mike Dopud, Jochen Hägele, Maximilien Poullein, Kaya Blocksage, Petra Silander, Nicolas Van Beveren, Elie Haddad, Emilien De Falco, Zoe Corraface, Eric Kailey e Melissa Mars)
- 2016 - Zed Fest Film Festival
  - Mary Pickford Award per Virtual Revolution
  - Outstanding Acting Performance per Virtual Revolution
- 2017 - Tabloid Witch Awards
  - Miglior attrice non protagonista per Bitch, Popcorn & Blood
- 2017 - The Optical Theatre Festival
  - Nomination Miglior attrice non protagonista per Bitch, Popcorn & Blood
- 2018 - Five Continents International Film Festival
  - Miglior attrice non protagonista per Bitch, Popcorn & Blood
  - Nomination Best Team Performance per Bitch, Popcorn & Blood (con Lise Gardo, Jochen Hägele e Cristina Blackwater)
- 2018 - South Film and Arts Academy Festival
  - Miglior attrice non protagonista in un cortometraggio per Bitch, Popcorn & Blood
- 2018 - Terror in the Bay Film Festival
  - Nomination Miglior attrice non protagonista per Bitch, Popcorn & Blood
- 2018 - Things 2 Fear Film Fest
  - Miglior attrice per Bitch, Popcorn & Blood
- 2019 - Something Wicked Film Festival
  - Bad Ass of the Year per Bitch, Popcorn & Blood

## Doppiatrici italiane
- Roberta Greganti in V - Visitors (1983), V - Visitors (1984)
- Margherita Sestito in Il ritorno di Missione Impossibile
- Melina Martello in V
- Doriana Chierici in La signora in giallo
- Vittoria Febbi in Il giustiziere della strada
- Franca D'Amato in Ricky Stanicky - L'amico immaginario